# Богиня

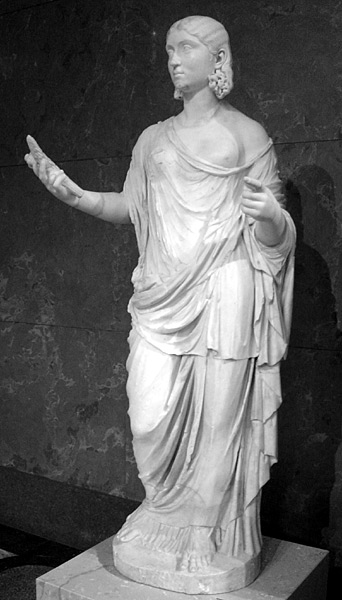
Церера, римська богиня землеробства.

Богиня — це божество жіночої статі, або жіноча божественність, що є аналогом чоловічих божеств, відомих як «боги». У багатьох давніх релігіях і культурах богиням поклонялися, і частково цей культ зберігся донині. Ідеї чи концептуальні уявлення про богинь, а також сфери їхнього впливу часто асоціюються з родючістю, материнством та іншими традиційно жіночими ролями. Водночас існують богині війни, мудрості, моря та знання.
Богині зазвичай є частиною ширшого пантеону, що включає божества обох статей. У деяких традиціях трапляються також гермафродитні божества — ті, що мають ознаки обох статей.

## Значення

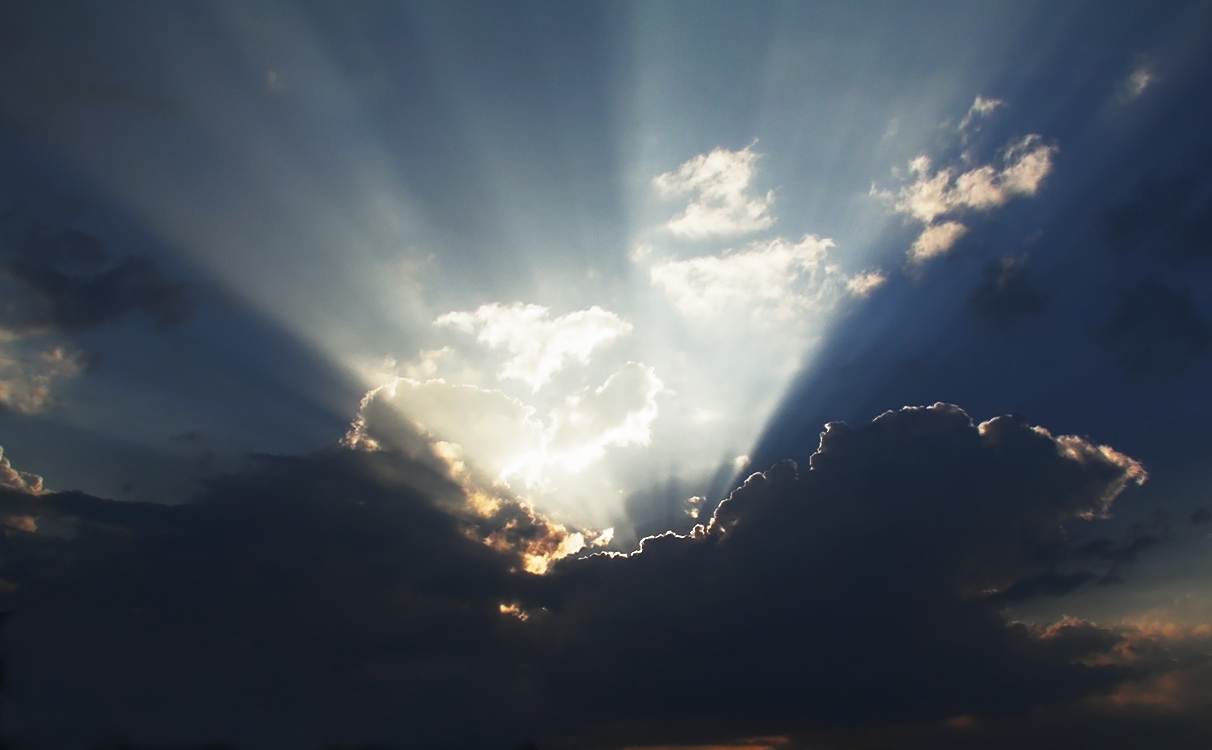
Бога часто уявляють як силу природи або як свідому сутність, яка може проявлятися в природному аспекті. Як світло, так і тінь є повторюваними символами, які також представляють Богиню в інших культурах.

Генеративна або репродуктивна здатність богинь (так само як і богів чоловічого роду) пов'язана з міфами про створення світу. Жіноче начало асоціюється з народженням, зокрема з уявленням про виникненням космосу. Звідси випливають ідеї, які, ймовірно, виникли ще в доісторичні часи, — про існування Богині-Матері або Матері-Землі. Цю концепцію частково підтверджують археологічні знахідки — від 100 до 200 статуеток "палеолітичних Венер", що датуються пізнім палеолітом (приблизно 40 000 років тому). Серед них — нещодавно виявлена "Венера з Холе-Фелс", одна з найдавніших відомих фігурок.
У багатьох міфах образ богині дещо відрізняється від сучасного уявлення про жіноче начало. 
Переважно він асоціюється з традиційно чоловічими сферами життя — війна, полювання, панування, насильство і влада, а також з досконалим духом і автономною сексуальністю, що лежить в основі досі непроясненого історичного міфу про амазонок. Окрім того, образ богині втілює початок і кінець життя — як тої хто його дає і забирає, тим самим пов'язуючи роль богині з циклом людського життя.
Через суперечливі властивості, що приписуються богиням і богам, їх здебільшого уявляють як втілення єдності між протилежними явищами людського існування, такими як створення та руйнування, життя і смерть, любов і ненависть, добро і зло, дух і матерія, світло і темрява.

### Богині в розвитку цивілізації
При переході від малих соціальних організацій до цивілізацій культи богинь мали велике значення в усьому світі, наприклад, в Індії, Єгипті, Месопотамії, Китаї, Японії, Греції та Римі. У цих складних аграрних суспільствах богині відповідали за родючість посівів, за монархію, за захист релігійних центрів і за перемогу у війнах.
У різних культурах богині виконували багато важливих функцій, однак універсальний культ «Великої Матері» не може бути встановлений. У деяких культурах богині були тісно пов'язані з виникненням більших міст, а також з появою монархії, і вважалися джерелом виникнення найскладніших соціальних організацій. Вони часто відповідали за соціальні інститути, такі як збір податків або розподіл ресурсів, тоді як в інших культурах богині представляли лише супутників чоловічих богів або були включені в таємничу релігію із давніх шаманських культів.
Концепція богині підтримується сучасними та пантеїстичними матріархами, як жіноча версія або аналогічна Богу (наприклад, бог Авраама), який у феміністських та інших колах сприймається як той, що вкорінений у патріархальні концепції, де домінує виключення жіночих концепцій.[джерело?]
Жіночі та чоловічі стосунки між обожнюваннями іноді виникають у монізмі, де богиня і бог розглядаються як гендери трансцендентної істоти.[джерело?]

## Історичні релігії

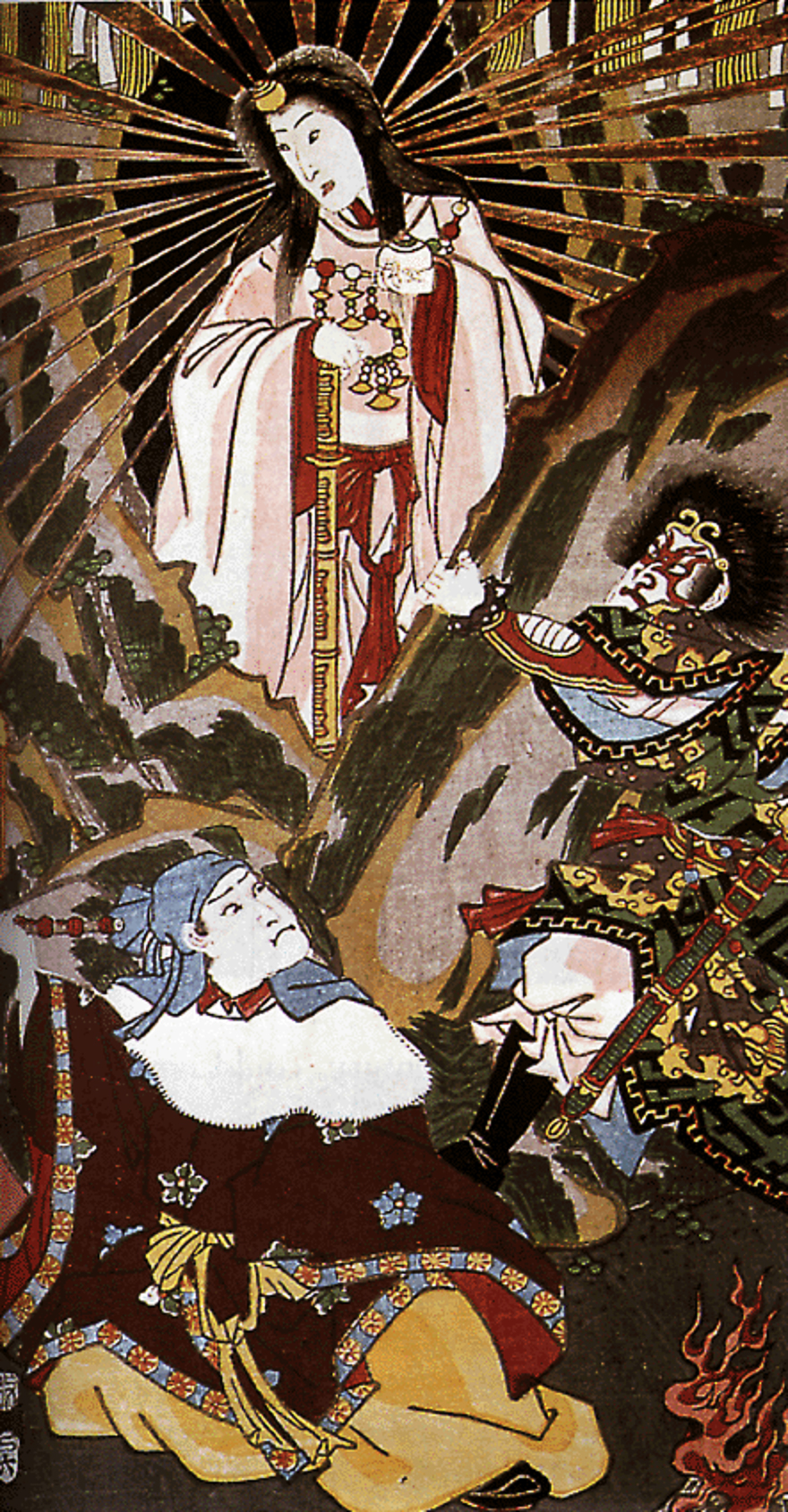
Сонячна богиня Аматерасу в релігії синтоїзму.

У регіоні Месопотамії богині є одними з найдавніших божеств. Деякі дослідники припускають присутність жіночих божеств, які сягають передісторії, тому що значна частина знайдених скульптур є жіночими, тоді як скульптури чоловіків, скоріше, є винятком.
Існують суперечки щодо того, чи пов'язана першість богинь із соціальним матріархатом. Порівняння з нинішніми культурами, які бачать багато богинь або серед яких є відомий культ жіночих божеств, показує, що це «не обов'язково суспільства, в яких жінок цінують і пропонують їм можливості».
За винятком хетської богині сонця Арінни, у більшості релігій давнини немає богинь, які очолювали б ієрархію божеств. Вони часто виступають як богині родючості, фігури матері, богині землі або просто «як доповнення до свого чоловіка без власного храму».
Аккадська богиня Іштар — і, відповідно, шумерська богиня Інанна та східносемітська богиня Астарта — була богинею війни, богинею-матір'ю та богинею кохання. Оскільки вона була домінантною богинею, її ім'я можна було використовувати для іменування богинь у загальному вигляді.
Богиням землі, родючості поклонялися скрізь, де жили землероби, від Єгипту через Малу Азію до кельтів, германців і слов'ян. Також в культурах ацтеків, майя та інків цьому типу богинь поклонялися.

## Стародавній Близький Схід

### Єгипет

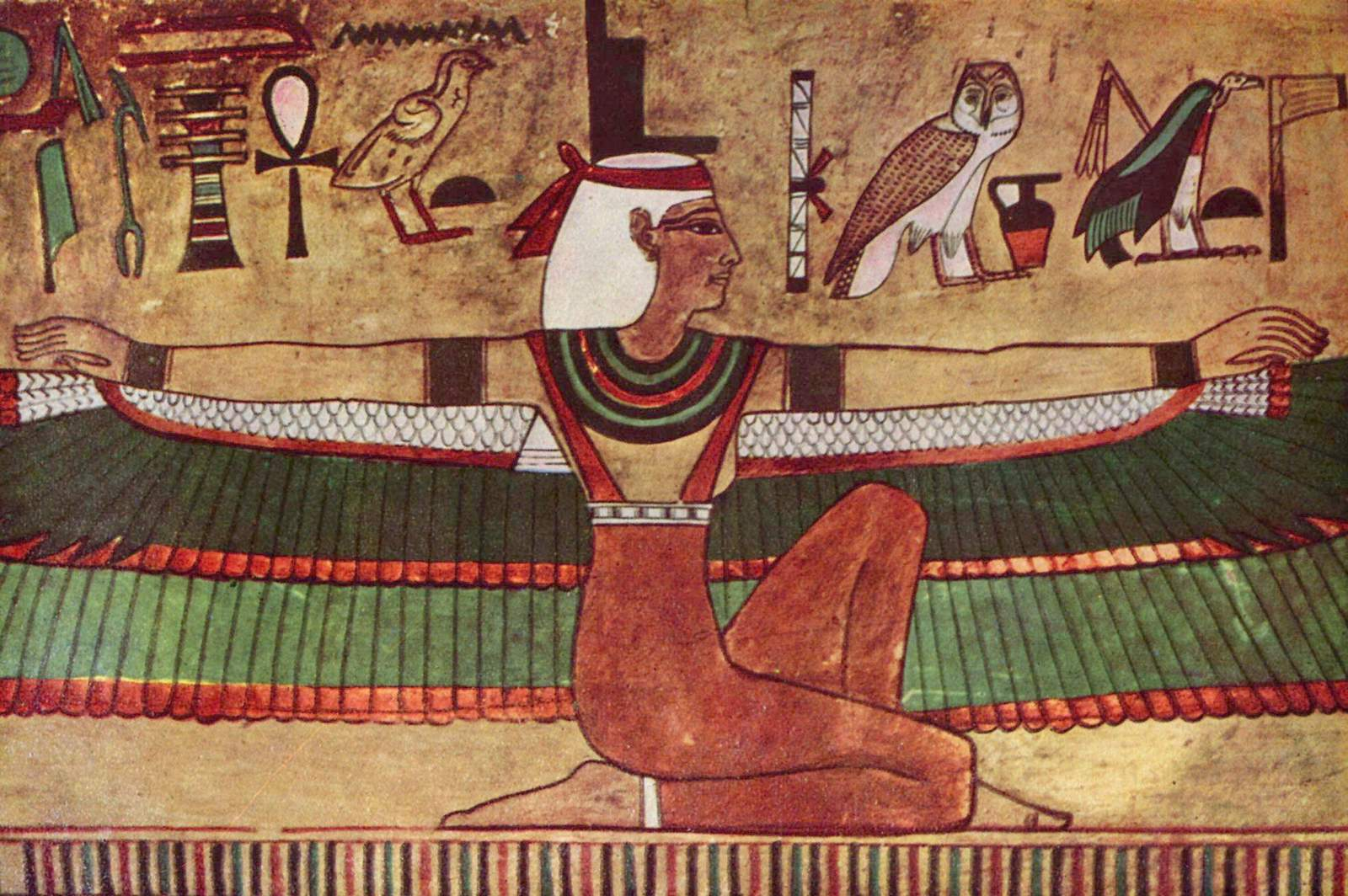
Уявлення про богиню Ісіда.

Уявлення про Маат як богиню.

Уявлення про богиню Бастет.

У Стародавньому Єгипті існувала велика кількість важливих богинь. Наприклад, богиня неба Нут, яка також була дружиною бога землі Геба, богині війни, ткацтва і переможної зброї Нейт, і Хатхор, яка як богиня неба постає в різних формах. Іншими важливими богинями в Єгипті були, наприклад, Маат, Бастет і Мут.
Однією з найвідоміших єгипетських богинь є Ісіда. Фараон вважався сином Ісіди, і оскільки її ім'я лінгвістично пов'язане з єгипетським словом «трон», вона також вважалася священним осідком фараона. Пізніше Ісіда була дружиною Осіріса і матір'ю Гора і, нарешті, стала універсальною богинею, культ якої поширився на Грецію та Рим.
- Ісіда
- Баст
- Сехмет
- Хатхор
- Нефтида
- Ваджет
- Мут
- Нут
- Нейт
- Таурт
- Маат

### Месопотамія

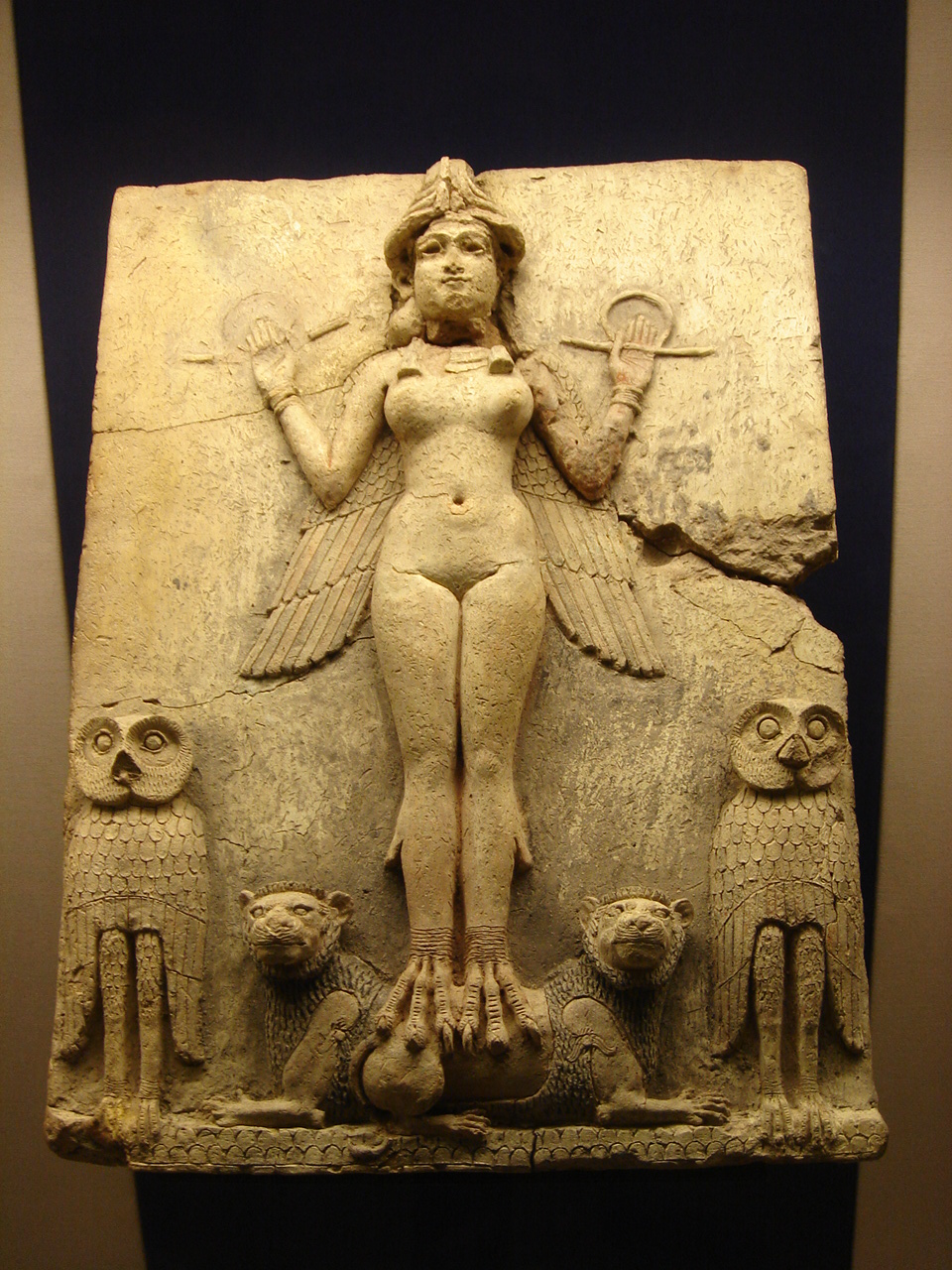
Представлення богині, ймовірно, Іштар/Інанни у Британському музеї. Іншою можливою богинею була б Ерешкігаль.

- Нінхурсаг
- Тіамат
- Інанна

### Аравія
У язичницькій релігії, яка панувала в Аравії до ісламу, поклонялися кільком богиням, у тому числі трьом, яких називають дочками Бога: Ал-лат, Узза і Манах, три головні богині Мекка.

## Індоєвропейська релігія

### Дхармічнірелігії

#### Індуїзм
Індуїзм — це комплекс різноманітних систем вірувань, які розглядають різних богів і богинь як репрезентації або які вийшли з одного джерела, Брахмана, інтерпретованого як сутність, що формує все, безформне, нескінченне й безособове в традиції Адвайта, або як подвійний бог, такий як Лакшмі — Вішну, Радха — Крісна, Деві — Шіва згідно з традиціями двайта (подвійності).
Такі аспекти, як Бог, який є Богом чоловічої статі (Шактіман) з жіночою енергією (Шакті), що працює як пара, часто уявляються як боги-чоловіки та їхні дружини або подружжя, забезпечуючи багато аналогій між пасивним носієм чоловічої статі та динамізмом жіночого. енергії.
Справді, у священному писанні шакти, відомому як Деві-маджатмія, усі богині представлені як вирази та аспекти єдиної жіночої сили, єдиної у своїй істині, але виражених у формі багатьох богинь, які дають світу та космосу енергію для його працездатності. І філософські трактати, і метафори передають повідомлення про те, що потенціал чоловічого буття визначається дією божественного жіночого роду.
Місцеві божества з різних регіонів Індії часто ототожнювали з головними індуїстськими божествами, процес, який отримав назву санскритизації.
Деякі богині навіть мають понад 100 імен. У той час як моністичні сили призвели до злиття деяких богинь, відцентрові сили породили нових богинь і популярні ритуали у різних частинах світу індуїзму. Таким чином, дуже популярна богиня Дурга могла бути доведичною богинею, яка пізніше була об'єднана з іншими богинями, такими як Парваті.

### Греко-римська релігія

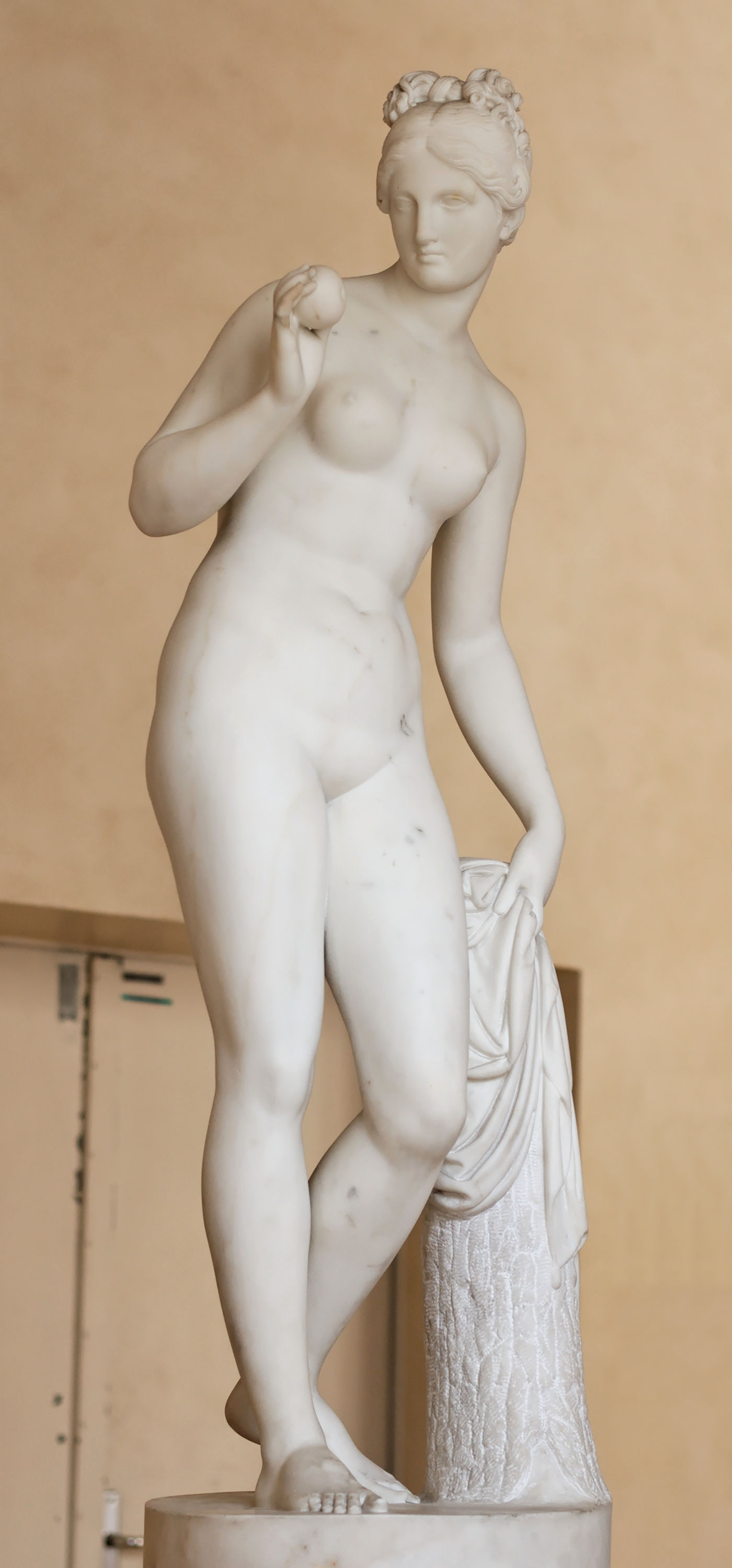
Богиня Венера з яблуком, Бертель Торвальдсен (бл. 1805).

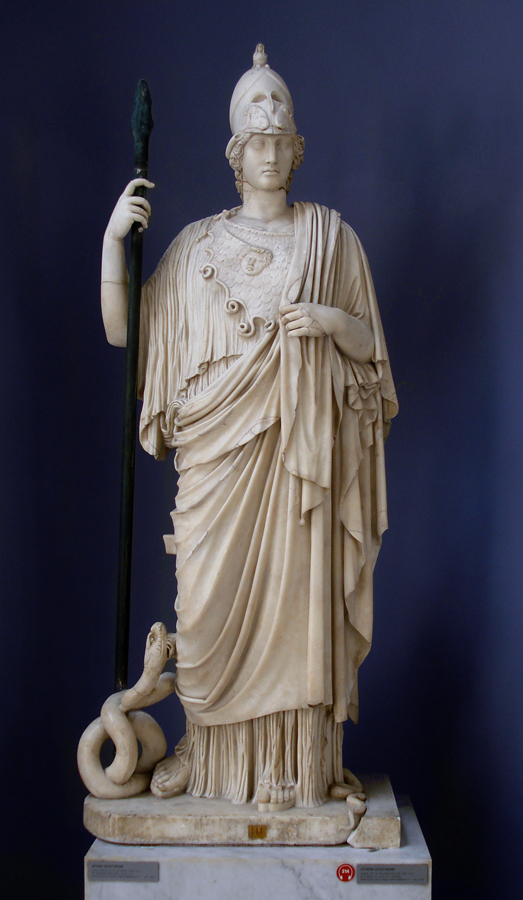
Афіна Джустініані, римська копія грецького оригіналу, що приписується Фідію. Музей Ватикану.

Доолімпійські грецькі богині, як правило, були інтегровані в рослинні ритуали, такі як Мати-Земля та хнотична Мати Богів, Гея. До того , як Дельфійський оракул був присвячений Аполлону, він був у стосунках з Геєю. Під час здійснення культу Геї приносили в жертву тварин, злаки та фрукти, а також практикували транс володіння
В Елевсінських містеріях поклонялися богині Землі Деметрі. У цьому культі фігурує тема перевтілення в дочку Деметри Персефону, викрадену з Аїда в підземному світі.
- Гея
- Потнія Терон
- Деметра
- Афіна
- Кібела
- Гера
- Тейя
- Персефона
- Артеміда
- Афродіта
- Нікс

### Кельтська релігія
- Данна
- Богиня Матір
- Суліс, Вербея
- Бригіт
- Агрона, Морріган

### Германська релігія
З відомостей, що дійшли до нас про германську міфологію, видно, що в ній були численні жіночі божества, велетні та богині.
- Фрейя
- Фрігг
- Фулла
- Гна
- Гулльвейг
- Хел
- Глін
- Ідунн
- Нанна
- Нетус
- Норни
- Нотт
- Скаді
- Соль

### Доіспанська мексиканська релігія
У долині Мексики з незапам'ятних часів було звичайним шанування надзвичайно великого жіночого пантеону. Деякі з них були перетворені, і їхнє поклоніння триває донині.
- Коатлікуе
- Чіуакоатль
- Тонанціна
- Ікстоціуатль

У Південній Америці інки мали кілька жіночих божеств.
- Мама Кілья
- Пачамама

### Полінезійські вірування
Із стародавнього і тисячолітнього культу, що знаходяться на нинішніх островах Тихого океану. Від невеликих, що належать Океанії, до групи Гавайських островів.
- Кейн Мілохай
- Пеле

## Авраамічні релігії

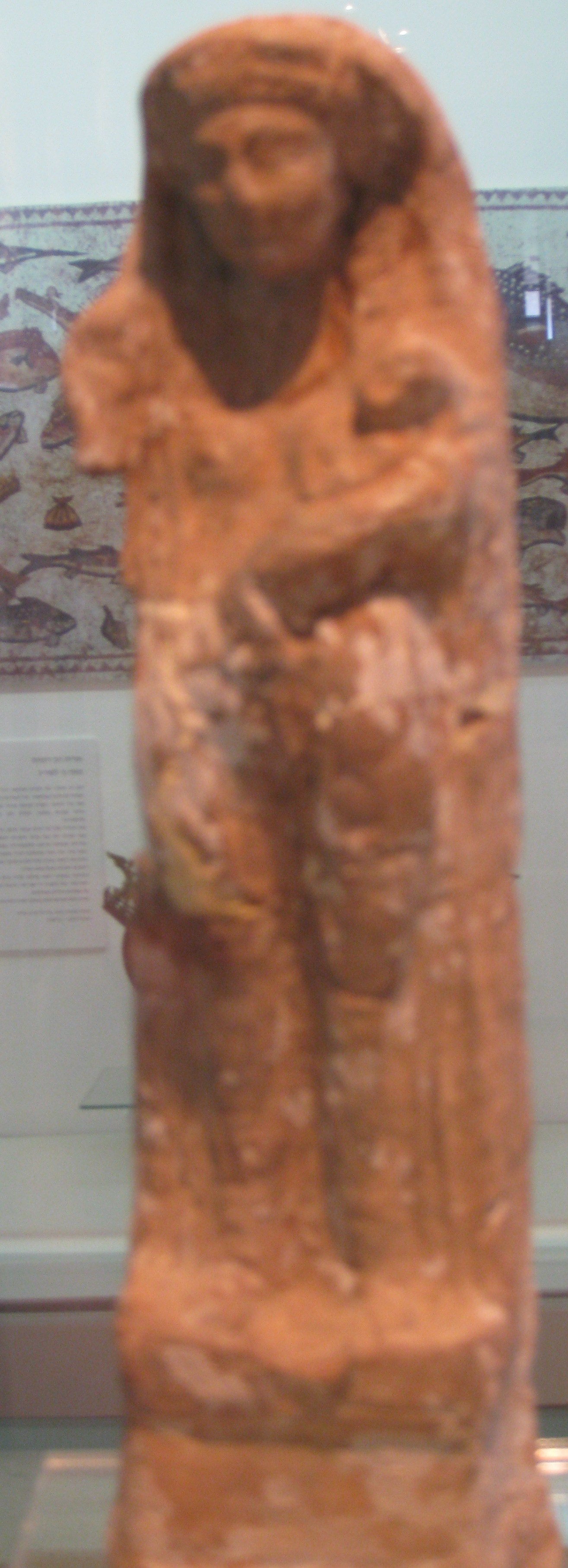
Астарот була богинею родючості та сексуальної любові. Вона була головним божеством ханаанейців. Також кажуть, що спочатку вона вважалася дружиною біблійного Бога євреїв, Ягве.

Монотеїстичні культури, які визнають лише одне головне божество, зазвичай приписують йому чоловічі характеристики, неявно використовуючи чоловічий граматичний рід і явно використовуючи такі терміни, як «Батько» або «Господь». Однак у всіх монотеїстичних релігіях є містичні течії, які підкреслюють жіночі аспекти божества; наприклад, колірідійці при зародженні християнства, які бачили Марію як богиню; середньовічна візіонерка Джуліан Норвічська в юдаїзмі Шехіна або в гностичних традиціях Софія ; і деякі суфійські тексти ісламізму.

### Юдаїзм
Староєврейська, як і новоєврейська, не мають середнього роду, лише чоловічий і жіночий. Хоча юдаїзм використовує слова чоловічого роду для опису Бога, він стверджує, що Бог не має статі. Мається на увазі баланс, коли Бога можна було б називати в чоловічому роді в більшості об'єктів, пов'язаних з поклонінням в юдаїзмі, так само, як Тора згадується в жіночому роді.

### Християнство

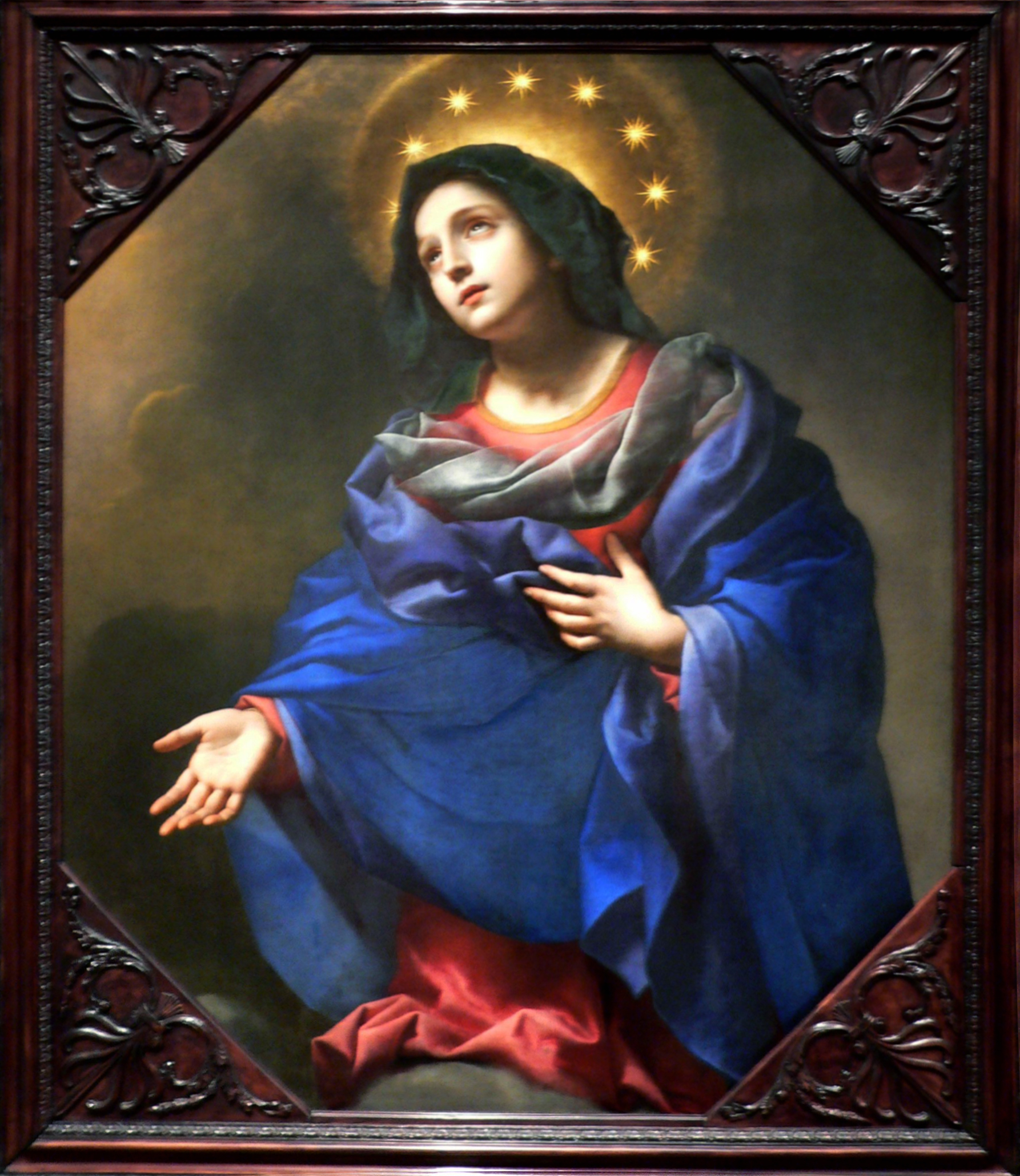
Діву Марію, матір Ісуса Христа, вірні католики вважають перш за все матір'ю Бога. Творчість Карло Дольчі.

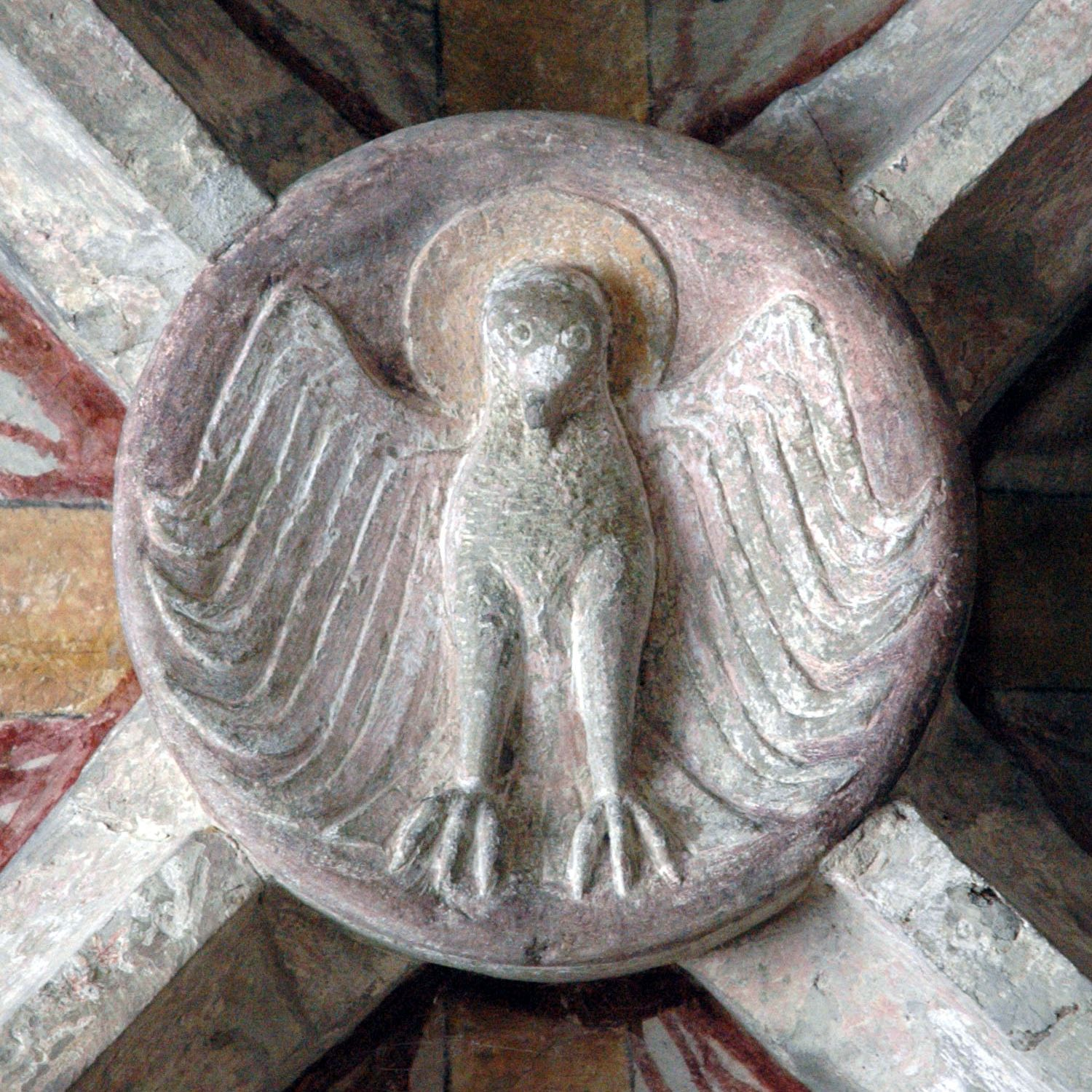
Відображення в камені Святого Духа: його святість вказується межею голови. Ключ у церкві Сан-Мігель-де-Міхельсберг (Клебронн, Німеччина). Для деяких вона богиня християнської віри, заснована на жіночому божестві.

Віра в жіноче божество в християнстві зазвичай вважалася єретичною або характерною для єресі, хоча шанування Марії, матері Ісуса, як особливо привілейованої людини, хоча і не божества, продовжується з початку християнської віри.
У деяких християнських аспектах (наприклад, у православному) Софія є уособленням божественної мудрості (або архангелом), що приймає жіночу форму. Вона згадується в першому розділі Книги Соломона.
Із 1980-х років християнські феміністки кидають виклик цьому традиційному погляду. Деякі, наприклад Мері Дейлі, більше не вважають себе християнками, але інші продовжують шукати простір у своїх традиціях для божественної жінки та жіночого духовного лідерства (див. теологію).
Однак важливо зазначити, що хоча виразне використання терміна «богиня» рідко зустрічається в традиційному християнстві, віра в те, що Бог виходить за межі статі, володіючи і чоловічим і жіночим, є доволі поширеною. Займенники жіночого роду історично використовувалися для позначення Святої Трійці. Катехизис Католицької Церкви вчить, що Бог не є чоловіком, але через роль, яку Він відіграє в нашому світі, термін «Батько» є більш доречним, ніж «Мати».
Згідно з останніми дослідженнями в рамках антропології про Святого Духа, деякі теорії стверджують, що Бог євреїв Єгова або Ягве або Бог Ель мав дружину.[джерело?] Згідно з аналізом Біблії, сказано, що на початку Дух Божий хвилювався над споконвічними водами. Ханаанську богиню споконвічних вод звали Ашера, і вона вважалася дружиною бога Ел.[джерело?] Образ Бога на водах, таким чином, здається, схожим на акт сполучення, в якому все творіння виникло і відбулося в первісному ханаанському міфі, на якому базується міф про створення єврейського народу. Коли Христос приймає Духа під час свого хрещення, він з'являється у вигляді білого голуба, який у ті часи був знаком, як символ Богині.[джерело?] У Біблії також згадується, що єврейські жінки не слухалися пророків, поклоняючись Ашері або Аштарот. Її також називали Астартою або Іштар. У християнстві з самого початку Святий Дух, божественна особа, яку Ісус Христос називав руах, згадується івритом або арамейською. Арамейське слово руах означає дихання і є словом жіночого роду. Латинський переклад «ruach» був даний як «spiritus», що є словом чоловічого роду, і стать Святого Духа змінилась, він став астатевим або чоловічим божественною особою, але не жіночим, завдяки латинському перекладу ruach.
Дехто вважає Святого Духа християнською Богинею,[джерело?], що виконує свою роботу серед смертних, як Шехіна серед євреїв у вигнанні, живлячи їхню віру, щоб повернутися на Сіон. У Старому Завіті, називаючи себе Мудрістю, сказано, що вона надихає людей жити праведним життям і веде їх до Бога Отця, тобто вона є немов посередник між смертними і божественним батьківським принципом.

### Ісламізм

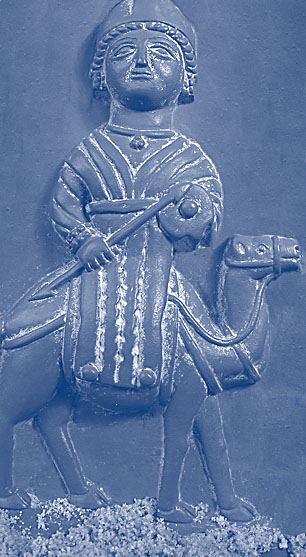
Богиня Аллат на верблюді. Барельєф з Таїфа, Саудівська Аравія, близько 100.

У доісламській Мецці богині Узза, Манах і Ал-лат були відомі як «дочки бога». Уззу поклонялися набатеї, які пов'язували її з греко-римськими богинями Афродітою, Уранією, Венерою і Целестідою. Кожна з цих трьох богинь мала свій власний храм поблизу Мекки. На захист Уззи закликали доісламське плем'я кураси. У 624 році, під час битви при Ухуді, бойовий клич курайців був: «Прихильники Уззи, люди Хубала!» (згідно Tawil, 1993).
Згідно з суперечливим розповіддю Ібн Ішака про сатанинські вірші, ці вірші спочатку визнавали, що вони мають силу заступатися за мусульман, але були скасовані. Мусульманські вчені вважали цю історію історично нездійсненною, тоді як думки західних учених розділилися. Леоне Каетані та Джон Бертон виступають проти, тоді як Вільям Мюір та Вільям Монтгомері Ватт вважають, що це може бути правдоподібним.
В ісламі Аллах, «незважаючи на те, що його згадують як Ель», не має статі, ні чоловічого, ні жіночого, згідно з концепцією Авраама.

## Нові релігійні течії

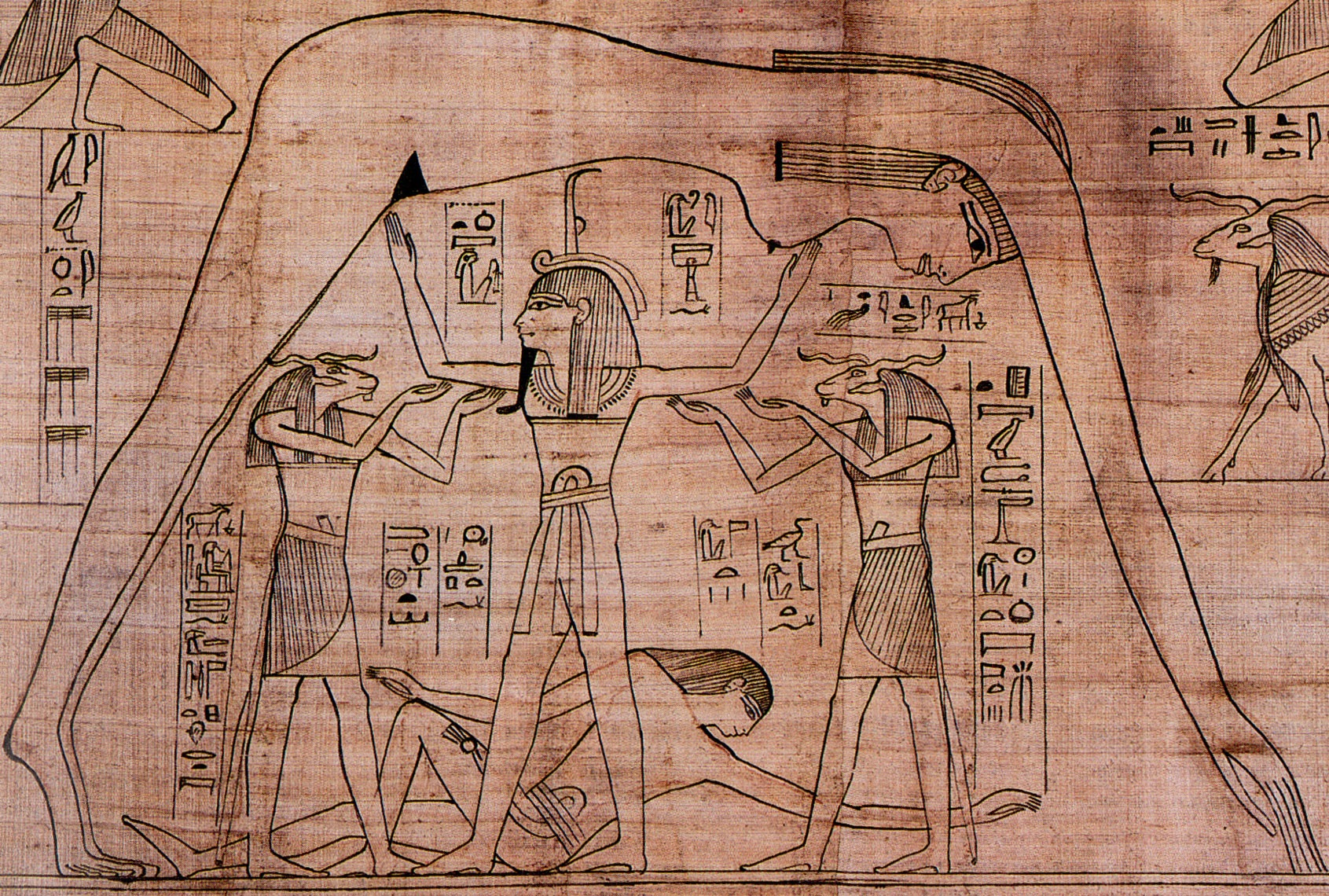
Богиня Нут, оголена, з вигнутим тілом, як небесний склеп, над своїм чоловіком Гебом (Землею). Батько Горіха, Шу (атмосферне повітря), намагається їх розлучити.

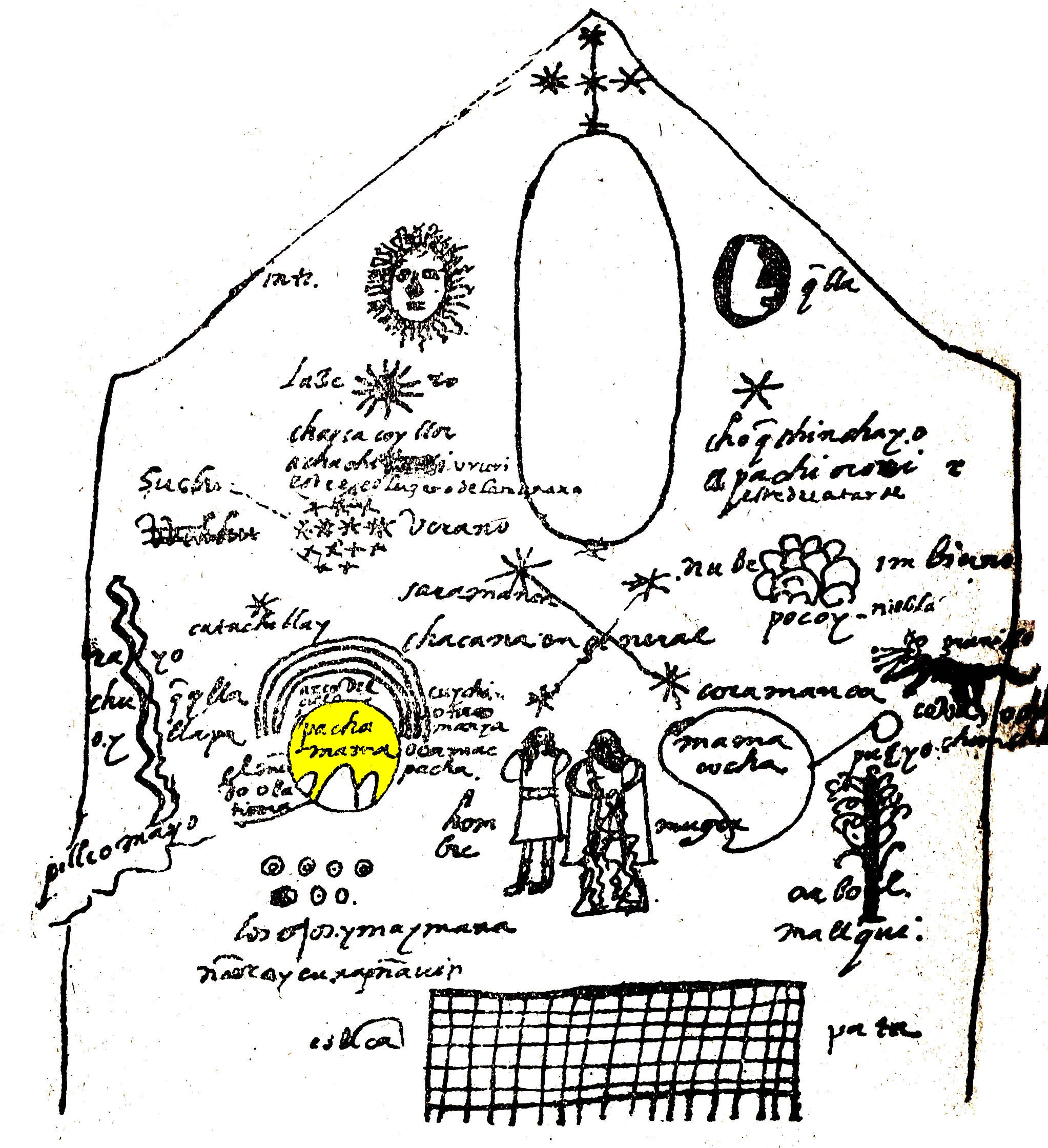
Представлення Пачамами або Матері-Землі в космології відповідно до Хуана де Санта-Крус Пачакуті Ямкі Салькамайхуа (1613), відповідно до зображення в храмі Сонця Куріканча в Куско. Відповідно до доколумбового андського світогляду, вона є тотемною богинею інків, що представляє Матір-Землю, якій підносили подарунки.

Сучасні політеїстичні реконструктори спираються на реконструкцію стародавніх політеїстичних релігій, включаючи різних богинь і фігур, пов'язаних з корінними культурами.

Богиню часто зображують із сильним місячним символізмом, натхненним різними культурами та стародавніми божествами, такими як Діана, Геката та Ісіда, і часто зображується як тріада «Діва», «Мати» та «Стара відьма», популяризована Робертом Грейвсом. Багато її уявлень беруть елементи від кельтських богинь.

### Потрійна богиня

Символ потрійної місячної богині.

Богині або напівбогині з'являються групами по три у ряді язичницьких європейських міфологій; наприклад, грецькі Ерінії (Фурії для римлян) і Мойри (Farcas для римлян); нордичні норни ; Брігіт і дві її сестри, також звані Брігід, в ірландських або кельтських легендах.
Роберт Грейвс популяризував тріаду «Діва», «Мама» та «Стара жінка», і хоча ця концепція не підкріплена надійними академічними доказами, її поетичне натхнення було широко прийнято.
Існує велика різноманітність у точному уявленні про ці фігури, як це зазвичай буває в неоязичництва та в язичницьких релігіях загалом. Деякі інтерпретують це як три етапи в житті жінки, які символізують менархе, материнство та менопаузу. Інші вважають цей підхід занадто жорстким і заснованим на науці та біології і віддають перевагу вільнішій інтерпретації, в якій Діва є народженням, Матір'ю, яка народжує, і Стара жінка — це смерть і оновлення.
У релігіях, що походять від еллінізму, а пізніше в релігіях Нью-Ейдж і Вікки, часто три з чотирьох фаз місяця (зростаюча, повна і спадна) символізують три аспекти Потрійної Богині. Вони представлені разом у вигляді символу, що складається з кола між фазами зростання та спадання. Деякі, однак, вважають цю тріаду неповною і вважають за краще додати четвертий аспект. Це була б «Чорна богиня» чи «Мудра жінка», що певним чином припускається відсутністю молодого місяця в символіці, зазначеній раніше, або це може бути еротична богиня, яка представляла б фазу життя між Молодими (Діва) і Мати, або Воїн між Матір'ю і Старою Відьмою. Чоловічий відповідник цьому є в англійській поемі «Парламент трьох віків».
У сучасній популярній культурі Потрійна Богиня зображувалася як Діва, Матір і Стара, як, наприклад, у п'єсі Ніла Геймана « Пісочна людина».

### Релігійний фемінізм
З початку феміністичних рухів у Північній Америці виник інтерес до аналізу того, як релігійні доктрини, організації та практики ставляться до жінок. Ця тема, наприклад, обговорювалася в «Біблії жінки» Елізабет Кеді Стентон. Знову, під час другої хвилі фемінізму в 1970-х роках, як у Північній Америці, так і в європейських країнах, серед інших, релігія була центром феміністичного аналізу в контексті юдаїзму, християнства, ісламу та інших релігій. (Womanspirit rising 1979; Weaving the visions 1989). Сьогодні як жінки, так і чоловіки продовжують займатися рухами богинь (Христос, 1997). Популярність таких організацій, як The Sisterhood of Isis, свідчить про безперервне зростання релігій богинь у всьому світі.
Хоча велика частина зусиль в юдаїзмі, християнстві та ісламі зосереджена на досягненні рівності між двома статями, шляхом переосмислення Писань і використання безґендерної мови для опису та посилань на божественне (Ruether, 1984; Plaskow, 1991), є певні групи, які ідентифікують себе як євреї, християни чи мусульмани, які намагаються інтегрувати поняття, пов'язані з богинями, у свої релігії (Kien, 2000; Kidd 1996, «Goddess Christians Yahoogroup»).[джерело?]

### Священна жіночність
Термін «священна жіночність» був вперше введений у 1970-х роках, у популяризації індуїстської Шакті Нью Ейдж. Пізніше він набув більшого поширення в 1990 -х роках Ендрю Харві та інших і був закріплений в популярній культурі у 2003 році з «Кодом да Вінчі» Дена Брауна. Він підкреслює жіночність, оскільки є матрицею створення та її здатністю відтворюватися.